# Mestres comacini

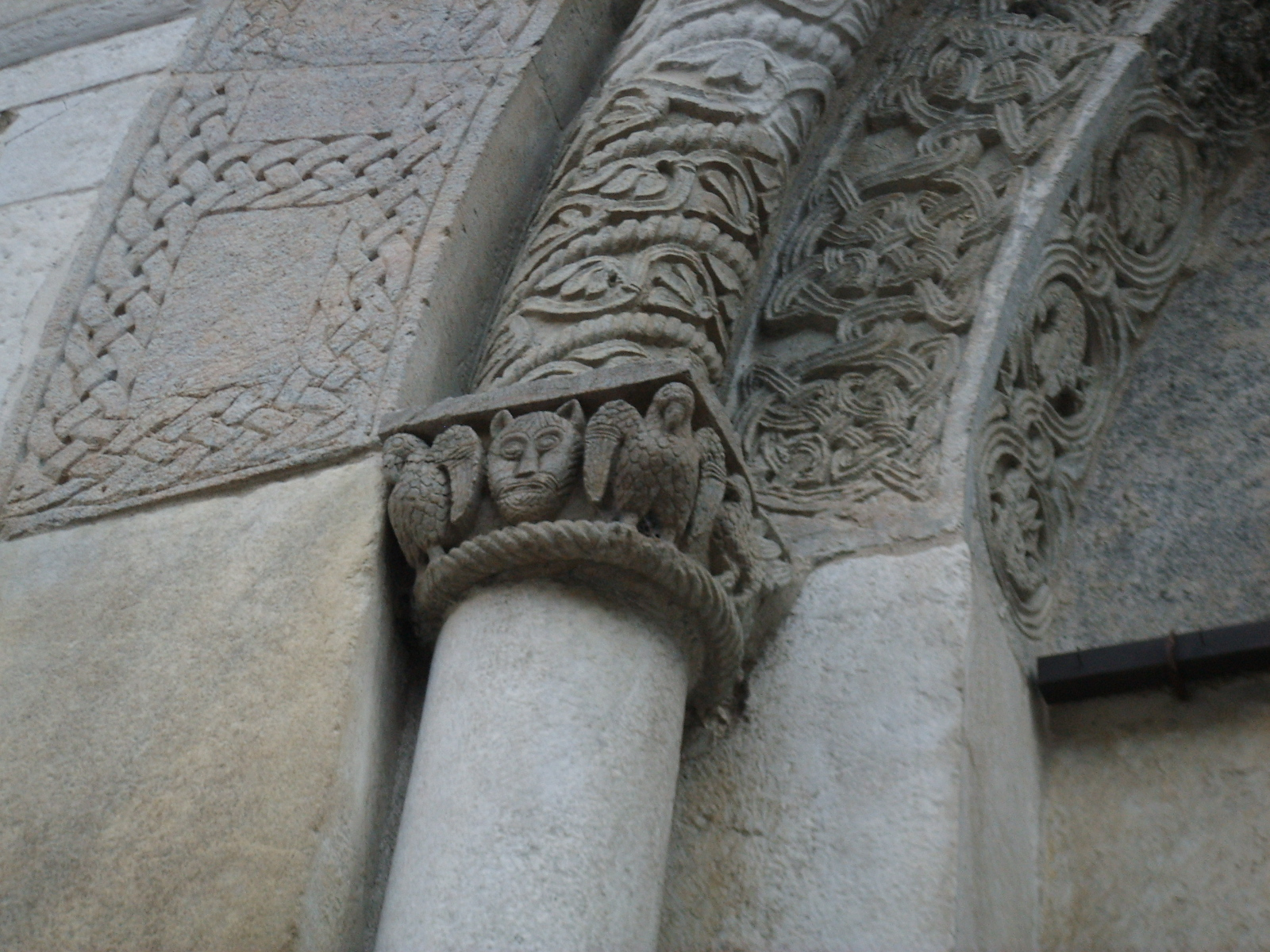
Detall escultòric de la basílica de Sant'Abbondio (Como)

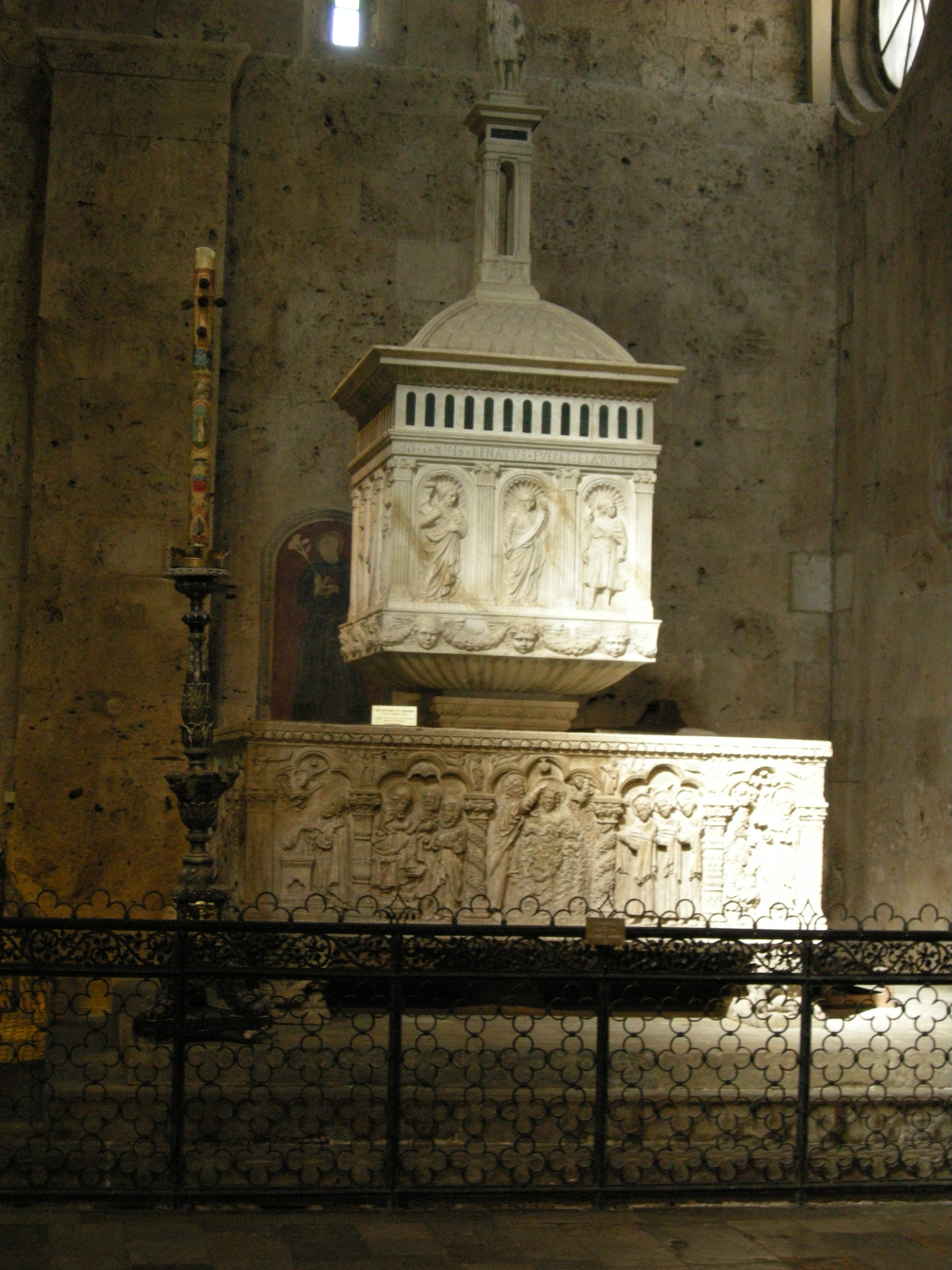
Catedral di Massa Marittima, pica baptismal de Giroldo da Arogno (1267)

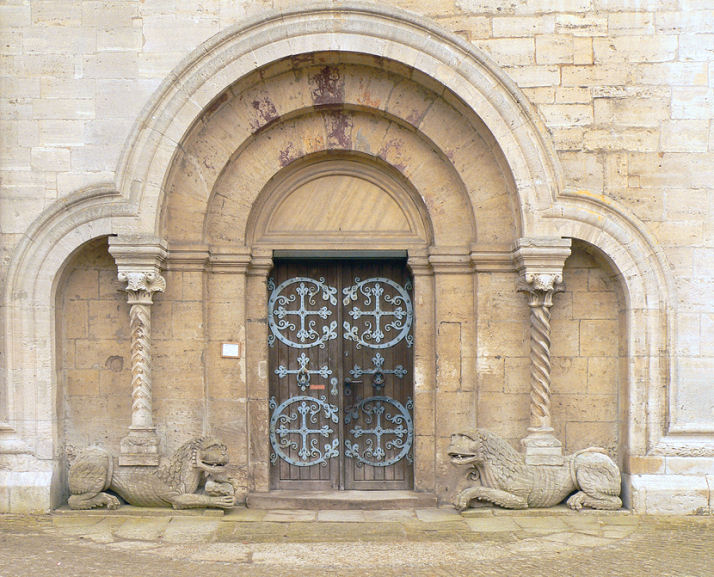
Portal dels lleons de la catedral de Königslitter, una obra a Alemanya dels mestres comacini

Els mestres comacini (en llatí: Magistri comacini, commacini o comeceni) foren un grup de constructors, picapedrers, paletes, guixaires, estucadors i artistes units en un gremi d'empreses constructores composta de professionals, actius des del s. VII a l'àrea propera a Como —hui entre la província de Como i el cantó del Ticino— i en general en tota Llombardia.
El primer document que esmenta el Magister Commacinus és l'Edictum Rothari del 22 de novembre del 643. També l'edicte de Liutprandus, de 28 de febrer del 713, informa en un apèndix d'un memoratorium de mercedibus commacinorum, una mena de guia de tarifes.
S'havia pensat que «comacini» derivava de Como, terra d'origen d'aquests mestres. A la primeria del segle xx, el professor Monneret de Villard rebutjà aquesta etimologia i sostenia que l'adjectiu que deriva de Como és «comasco» o «comense» i prefereix l'etimologia que la fa provenir de «cum machinis» o «cum macinis», referida a les bastides i cabrestants que aquests artesans feien servir en la construcció de les obres. De tota manera, es prefereix l'etimologia geogràfica.
Alguns artistes anònims pertanyents a la corporació també eren decoradors, escultors, picapedrers i tallistes, i figuraven entre els primers mestres del romànic llombard. Aquests escultors es traslladaven amb gran facilitat i les seues obres estan documentades a l'àrea prealpina i a la plana Padana, al cantó del Ticino, al Laci a la primeria del segle ix, i alguns d'ells van viatjar fins i tot a Alemanya, Dinamarca i Suècia.
Entre les millors obres d'aquesta escola hi ha a Como la decoració externa de la basílica de Sant'Abbondio i el cor de l'església de San Fedele, amb figures zoomorfes, monstres, grius, etc. En aquestes representacions les figures humanes són rares i es caracteritzen per un aspecte rabassut i poc realista. Tenen més mestratge quan representen figures d'animals o conjunts vegetals: això es pot deure al fet que aquests escultors podien tenir models i altres objectes de suport. El relleu és pla i estilitzat, ampli el recurs al trepant per crear una separació total amb el fons, de profunditat fixa, i per donar efectes de clarobscur.